# Javier Velayos
Javier Velayos Rodriguez (n. 6 aprilie 1987, Madrid) este un fotbalist spaniol care joacă pentru Racing Ferrol pe postul de fundaș.